# Richard Nowakowski
Richard Nowakowski (* 27. září 1955) je bývalý německý rohovník/boxer polského původu, dvojnásobný olympijský medailista z let 1976 a 1980.

## Sportovní kariéra
Boxovat začal v 11 letech v Ribnitz-Damgartenu. Připravoval se v klubu SC Traktor Schwerin pod vedením Fritze Sduneka. Ve východoněmecké seniorské reprezentaci se pohyboval od roku 1975 především v pérové váze do 57 kg. V roce 1976 startoval na olympijských hrách v Montréalu a získal stříbrnou olympijskou medaili, když ho ve finále ostrým levým hákem poslal k zemi Kubánec Ángel Herrera Vera. V roce 1980 nestačil v semifinále olympijských her v Moskvě na domácího sovětského reprezentanta Viktora Děmjaněnka a získal bronzovou olympijskou medaili. V roce 1989 z Německé demokratické republiky emigroval. Usadil se ve Frankfurtu nad Mohanem. Sportovní kariéru ukončil v roce 1992. Žije ve Schwerinu a věnuje se podnikatelské činnosti.

## Výsledky
| Turnaj             | 1976        | 1977        | 1978        | 1979  | 1980  | 1981   | 1982   |
| Turnaj             | 21          | 22          | 23          | 24    | 25    | 26     | 27     |
| Turnaj             | pérová váha | pérová váha | pérová váha | lehká | lehká | pérová | pérová |
| ------------------ | ----------- | ----------- | ----------- | ----- | ----- | ------ | ------ |
| Olympijské hry     | 2.          |             |             |       | 3.    |        |        |
| Mistrovství světa  |             |             | úč.         |       |       |        | 3.     |
| Mistrovství Evropy |             | 1.          |             | 3.    |       | 1.     |        |